# Alemão
Ricardo Rogério de Brito, ismertebb nevén: Alemão (Lavras, 1961. november 22. –) brazil válogatott labdarúgó, edző.

## Pályafutása

### Klubcsapatban
Pályafutását a Fabril csapatában kezdte 1980-ban. 1981-ben a Botafogohoz igazolt, ahol egészen 1987-ig játszott. Ezt követően egy évig az Atlético Madrid játékosa volt, majd 1988-ban a Napoli szerződtette, ahol Diego Maradona csapattársa volt. Négy szezon után 1992-ben az Atalantahoz távozott. 1994-ben visszatért Brazíliába a São Paulo együtteséhez. Két szezon után a Volta Redonda csapatához igazolt és innen is vonult vissza 1996-ban.

### A válogatottban
1983 és 1990 között 39 alkalommal szerepelt a brazil válogatottban és 6 gólt szerzett. Részt vett az 1986-os és az 1990-es világbajnokságon. Tagja volt az 1989-es Copa Américan győztes válogatott keretének is.

## Sikerei, díjai
Napoli
- Olasz bajnok (1): 1989–90
- Olasz szuperkupa (1): 1990
- UEFA-kupa (1): 1988–89

São Paulo
- Copa CONMEBOL (1): 1994
- Recopa Sudamericana (1): 1994
- CONMEBOL-mesterkupa (1): 1996

Brazília
- Copa América (1): 1989